# Al-Háfiz fátimida kalifa
Al-Háfiz (1074 szeptembere – 1149. október 10.) Egyiptom kalifája 1130-tól haláláig.
Unokaöccse, al-Ámir kalifa régense volt annak gyermekkora idején, majd al-Ámir 1130-as halála után jutott a trónra már idősebb korában. Bár közel 20 évig uralkodott, nem mindenki ismerte el utódlását törvényesnek, többen al-Ámir fiát, at-Tayyib Abu'l-Qasimt támogatták. Al-Háfiz 1149-ben hunyt el 75 éves korában. Egyiptom trónján fia, az-Záfir követte.

## Fordítás
- Ez a szócikk részben vagy egészben  az   Al-Hafiz című angol Wikipédia-szócikk fordításán alapul.  Az eredeti cikk szerkesztőit annak laptörténete sorolja fel. Ez a jelzés csupán a megfogalmazás eredetét és a szerzői jogokat jelzi, nem szolgál a cikkben szereplő információk forrásmegjelöléseként.